# Liste des patriarcats chrétiens
Liste des patriarcats chrétiens, présentés selon leur affiliation.

## Classification par affiliation

### Patriarcats arméniens
- 314  : Patriarcat-Catholicossat de tous les Arméniens , issu de l'apôtre Jude - patriarche actuel : Karekin II
- 638  : Patriarcat arménien de Jérusalem - patriarche actuel  : Nourhan Ier Manougian
- 1446  : Patriarcat arménien de Sis - patriarche actuel : Aram Ier
- 1461  : Patriarcat arménien de Constantinople  - patriarche actuel  : Mesrob II Mutafyan en communion avec Karekin II

### Patriarcats catholiques latins
- 64  : Siège apostolique issu de l'apôtre Pierre et de l'apôtre Paul. Benoît XVI a renoncé au titre de patriarche en 2006 pour des raisons historiques : l'empereur Justinien a créé les 5 patriarcats au VIe siècle (Kaitonomia tardive), le titre étant naguère utilisé par les juifs de Babylonie jusqu'au IVe siècle .
- 568 : Patriarcat d'Aquilée , issu de l'apôtre Marc - supprimé en 1752
- 607  : Patriarcat de Grado - remplacé en 1451 par le Patriarcat de Venise
- 1099  : Patriarcat latin de Jérusalem - patriarche actuel : Pierbattista Pizzaballa
- 1119  : Patriarcat latin d'Antioche - supprimé en 1964
- 1204  : Patriarcat latin de Constantinople - supprimé en 1964
- 1232 : Patriarcat d'Aquitaine - patriarche actuel : Jérôme Beau
- 1341  : Patriarche latin d'Alexandrie - supprimé en 1964
- 1451  : Patriarcat de Venise - patriarche actuel  : Francesco Moraglia
- 1520  : Patriarcat des Indes occidentales  - vacant depuis 1963
- 1716  : Patriarcat de Lisbonne - patriarche actuel : Manuel do Nascimento Clemente
- 1886  : Patriarcat des Indes orientales - patriarche actuel : Filipe Neri António Sebastião do Rosário Ferrão (en))

### Patriarcats catholiques orientaux
- 1110  : Patriarcat maronite d'Antioche et de tout l'Orient - patriarche actuel : Bechara Boutros Rahi
- 1551  : Patriarcat chaldéen de Babylone - patriarche actuel  : Louis Raphaël Ier Sako
- 1662  : Patriarcat syriaque catholique d'Antioche - patriarche actuel : Ignace Joseph III Younan
- 1724  : Patriarcat melkite catholique d'Antioche et de tout l'Orient, d'Alexandrie et de Jérusalem - patriarche actuel  : Joseph Absi
- 1742  : Patriarcat arménien catholique de Cilicie - patriarche actuel : Grégoire Pierre XX Ghabroyan
- 1895  : Patriarcat copte catholique d'Alexandrie - patriarche actuel  :Ibrahim Isaac Sidrak

### Patriarcats orthodoxes coptes
- 58  : Patriarcat copte orthodoxe d'Alexandrie issu de l'évangéliste Marc- patriarche actuel : Théodore II
- 1959  : Patriarcat copte d'Éthiopie - patriarche actuel : Abune Mathias
- 1998  : Patriarcat copte d'Érythrée - patriarche actuel : Antoine Ier d'Érythrée ou Dioscore Ier (en)[Comment ?]

### Patriarcats orthodoxes
- 451  : Patriarcat orthodoxe d'Alexandrie, issu du schisme et choisi par le patriarcat de Constantinople - patriarche actuel : Théodore II d'Alexandrie
- 325  : Patriarcat orthodoxe d'Antioche, issu de l'apôtre Pierre - patriarche actuel : Jean X d'Antioche, depuis le 17 décembre 2012
- 381  : Patriarcat orthodoxe de Constantinople, issu de l'apôtre André - patriarche actuel : Bartholomé Ier
- 451  : Patriarcat orthodoxe de Jérusalem, issu de l'apôtre Jacques le Mineur - patriarche actuel : Théophile III
- 484 : Patriarcat orthodoxe de toute la Géorgie - patriarche actuel : Élie II de Tbilissi
- 919  : Patriarcat orthodoxe de toute la Bulgarie  - patriarche actuel : Néophyte (en))
- 1220  : Patriarcat orthodoxe de Serbie - patriarche actuel : Irénée
- 1589  : Patriarcat orthodoxe de Moscou et de toute la Russie  - patriarche actuel : Cyrille Ier
- 1925  : Patriarcat orthodoxe de Roumanie - patriarche actuel  : Daniel de Bucarest

### Patriarcats syriaques
- 431  : Patriarcat nestorien d'Orient, issu de l'apôtre Thomas - supprimé en 1804
- 544  : Patriarcat syriaque d'Antioche - patriarche actuel : Ignace Ephrem II Karim
- 1681  : Patriarcat assyrien orthodoxe d'Orient - patriarche actuel : Gewargis III
- 1969  : Patriarcat assyrien de Bagdad - patriarche actuel : Addai II de Bagdad

## Liens
- Patriarche (religion)
- Hiérarchie dans l'Église catholique